# 馬茨·克蒂爾蒙德松
馬茨·克蒂爾蒙德松（瑞典語：Mattias Kettilmundsson；？—1326年5月11日）是一位瑞典政治家，其後在比耶博王朝空位期間成為瑞典國家執政（1318年6月27日－1319年7月8日）。
馬茨·克蒂爾蒙德松年輕時參加了由托克爾·克努特松帶領與大諾夫哥羅德於1299年在涅瓦河發生的戰爭，其後在丹麥入侵時，為瑞典與丹麥國王埃里克六世戰鬥。
1318年國王比爾耶爾·馬格努松因為殺死了他的弟弟南曼蘭公爵埃里克·馬格努松及芬蘭公爵瓦爾德瑪·馬格努松，被弟弟的支持者廢黜和放逐，因而被迫出走丹麥。他的長子馬格努斯·比耶松在斯德哥爾摩被處決。馬茨·克蒂爾蒙德松於1318年6月27日在斯卡拉當選成為國家執政，直至1319年7月8日，埃里克·馬格努松年僅三歲的兒子馬格努斯四世當選成為瑞典國王，由祖母荷爾斯泰因的海爾維格及母親英格堡·哈康斯多塔攝政為止，攝政長達13個月。
退任後，馬茨·克蒂爾蒙德松仍然在國家政策上有影響力，因而與國王的母親英格堡·哈康斯多塔有意見相左，因此他於1322年去了芬蘭成為當地的領袖，直至1326年在芬蘭逝世為止。